# Prosianá
Prosianá (en ucraniano: Просяна) es un pueblo ucraniano perteneciente al óblast de Dnipropetrovsk. Situado en el este del país, es parte del raión de Sinélnikove y del municipio (hromada) de Malomijáilivka.

## Toponimia
El nombre del asentamiento en ruso también es Prosianaya (en ruso: Просяная). 

## Geografía
Prosianá se encuentra 105 km al sureste de Dnipró. 

## Historia
Prosianá fue fundada en 1884 cerca de la estación de tren. Las tierras locales eran famosas por sus ricas cosechas de mijo, de ahí el nombre del pueblo). 
En 1882, Steyger Medvedev realizó una exploración geológica que reveló reservas de caolín en muchos lugares. En 1894 se construyó aquí la primera planta de enriquecimiento de caolín en estas tierras y tres años más tarde se construyó una pequeña fábrica de ladrillos para la producción de refractarios.
En 1938 se le concedió el estatus de asentamiento de tipo urbano.
Hasta el 18 de julio de 2020, Prosianá era parte del raión de Pokrovske. El raión fue abolido en julio de 2020 como parte de la reforma administrativa de Ucrania, que redujo el número de raiones del óblast de Dnipropetrovsk a siete. El territorio del raión de Pokrovske se fusionó con el raión de Sinélnikove.En 2023, Prosianá perdió el estatus de asentamiento de tipo urbano debido a la eliminación de este estatus administrativo.

## Demografía
La evolución de la población de Prosianá entre 1959 y 2022 fue la siguiente:
| 5410                                                          | 6103 | 6365 | 6615 | 5618 | 5198 | 5102 | 4547 |
| (Fuente: Cities & Towns of Ukraine y UKRAINE: Größere Städte) |      |      |      |      |      |      |      |

Según el censo de 2001, la lengua materna de la mayoría de los habitantes, el 94,87%, es el ucraniano; y del 4,79%, el ruso.

## Economía
Prosianá tiene una planta que alguna vez fue una de las mayores procesadoras de mineral de caolín de Europa.

## Infraestructura

### Transporte
Prosianá tiene acceso a la autopista H15 que conecta Zaporiyia con Márinka. La estación de tren de Prosianá se encuentra en la línea ferroviaria que conecta Dnipró vía Sinélnikove y Chápline con Pokvovsk. 

## Personas ilustres
- Anatoli Artsebarski (1956): cosmonauta soviético ucraniano, piloto de pruebas y héroe de la Unión Soviética.